# Hrta
Hrta (cyr. Хрта) – wieś w Serbii, w okręgu zlatiborskim, w gminie Prijepolje. W 2011 roku liczyła 103 mieszkańców.